# Cuchilla del Fuego
Cuchilla del Fuego ist eine Ortschaft in Uruguay.

## Geographie
Sie befindet sich auf dem Gebiet des Departamento Paysandú in dessen Sektor 8. Cuchilla del Fuego liegt südöstlich von Cañada del Pueblo und nördlich von Merinos im östlichen Zentrum des Departamentos. Die Entfernung zum südwestlich gelegenen Beisso beträgt 30 Kilometer. Am nördlich des Ortes gelegenen Cerro de la Oficina entspringt mit dem de la Aguada ein Nebenfluss des Río Queguay Chico. Nordöstlich Cuchilla del Fuegos befindet sich zudem die Quelle des de los Molles, der ein Nebenfluss des Río Queguay Grande ist.

## Einwohner
Für Cuchilla del Fuego wurden bei der Volkszählung im Jahr 2004 27 Einwohner registriert.
| Jahr | Einwohner |
| ---- | --------- |
| 1996 | -         |
| 2004 | 27        |

Quelle: Instituto Nacional de Estadística de Uruguay